# Falcón (Falcón)
Falcón è un comune del Venezuela situato nello stato del Falcón.
Il capoluogo del comune è la città di Pueblo Nuevo.